# پارک ایالتی گلن واتکینز
پارک ایالتی گلن واتکینز بیرون دهکدهٔ گلن واتکینز، نیویورک در شهرستان اسکایلر واقع شده است. این پارک مشهورترینِ پارک‌های ایالتی در بین پارک‌های ایالتی دریاچهٔ فینگر است. برکهٔ گلن ۱۹ آبشار در مسیر ۲ مایلی خود ایجاد می‌کند. اردو زنندگان از استخری با اندازهٔ المپیک می‌توانند بهره مند شوند.

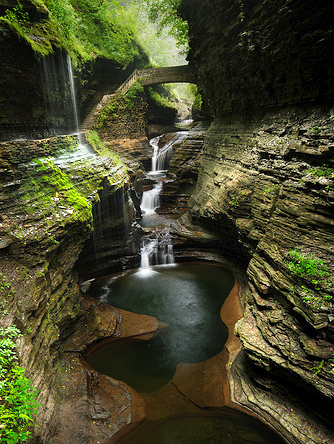